# Amei-Angelika Müller
Amei-Angelika Müller (* 6. Februar 1930 als Amei-Angelika Lassahn in Neutomischel bei Posen; † 6. Mai 2007 in Herrenberg) war eine deutsche Autorin, die durch ihre humorvollen Bücher einem großen Publikum bekannt geworden ist.

## Leben
Müller wuchs mit zwei älteren und vier jüngeren Geschwistern in einer Pfarrersfamilie auf – zunächst in Kuślin bei Posen und von 1937 bis 1945 in Bromberg. Im Januar 1945 flüchtete die Familie in den Westen nach Boxberg.
Nach dem Abitur 1950 wollte sie Schauspielerin werden. Ihr Vater war dagegen und so begann sie, in Göttingen Rechtswissenschaften zu studieren. Dort lernte sie den Theologie-Studenten Manfred Müller kennen.
Nach der Heirat 1955 wurde sie selber – wie ihre Mutter – „Pfarrfrau“ und außerdem Mutter von zwei Söhnen. Nach Stationen im Hohenlohischen ging das Pfarrer-Ehepaar Müller nach Stuttgart an die Pauluskirche, danach an die Andreäkirche in Stuttgart-Bad Cannstatt und schließlich an die Stuttgarter Markuskirche. Ihren Ruhestand verbrachten Manfred und Amei-Angelika Müller in der Nähe von Rottenburg am Neckar.
Sie wurde auf dem Stuttgarter Fangelsbachfriedhof beigesetzt.

## Werke
1978 hat Amei-Angelika Müller angefangen, Bücher zu schreiben, die durch ihren feinen Humor und ihre Lebensweisheit bestechen und hohe Auflagen erreichten. In ihren Büchern hat sie ihre eigene Kindheit, Jugend und Studentenzeit und die vielen Jahre als „Pfarrfrau“ verarbeitet. Literarisch verarbeitet hat sie auch ihre Fernsehauftritte 1968 in der Quizsendung „Alles oder nichts“ (Quizmaster: Erich Helmensdorfer) mit dem Thema „Wilhelm Busch“.
- Wilhelm Busch, das Fernsehen und ich: Oder wie man Alles und doch Nichts gewinnt. Bonz, Stuttgart 1972, ISBN 3-87089-232-3.
- Pfarrers Kinder, Müllers Vieh: Memoiren einer unvollkommenen Pfarrfrau. Salzer, Heilbronn 1978, ISBN 3-7936-0204-4.
- Ich und du, Müllers Kuh: Die unvollkommene Pfarrfrau in der Stadt. Salzer, Heilbronn 1980, ISBN 3-7936-0216-8.
- In seinem Garten freudevoll...: Durch´s Gartenjahr mit Wilhelm Busch. Omega-Verlag, München 1981, ISBN 3-88556-003-8.
- Sieben auf einen Streich. Salzer, Heilbronn 1982, ISBN 3-7936-0227-3.
- Ein Drache kommt selten allein: Eine Liebesgeschichte. Salzer, Heilbronn 1987, ISBN 3-7936-0262-1.
- Veilchen im Winter: Roman. dtv, München 1990; ISBN 3-423-11309-X.
- Und nach der Andacht Mohrenküsse: Kindheit an der Grenze. Salzer, Heilbronn 1991; ISBN 3-7936-0300-8.
- Ach Gott, wenn das die Tante wüßte: Studentenzeit und erste Liebe der "unvollkommenen". Salzer, Heilbronn 1996; ISBN 3-7936-0345-8.
- Mit Humor geht alles besser: Ein heiterer Ratgeber. Quell, Gütersloh 2001, ISBN 3-579-03329-8.